# Jamie Lee Curtis
Jamie Lee Curtis, baronessa Haden-Guest (Los Angeles, 22 novembre 1958), è un'attrice statunitense.
Figlia degli attori Tony Curtis e Janet Leigh, è divenuta nota per il ruolo di Laurie Strode nella saga horror Halloween e per la partecipazione al film cult Una poltrona per due (1983), per il quale ha vinto il BAFTA alla migliore attrice non protagonista. Per True Lies (1994), ha vinto il Golden Globe per la migliore attrice in un film commedia o musicale. Altre sue partecipazioni cinematografiche importanti includono Un pesce di nome Wanda (1988), Blue Steel - Bersaglio mortale (1989), Quel pazzo venerdì (2003) e Cena con delitto - Knives Out (2019).
Nel 2022 ha ricevuto il plauso della critica per la sua interpretazione nel pluripremiato film Everything Everywhere All at Once, per il quale si è aggiudicata il Premio Oscar nella sezione migliore attrice non protagonista, due Screen Actors Guild Award nella sezione migliore attrice non protagonista e miglior cast, venendo inoltre candidata ai Critics' Choice Awards, al Golden Globe e al Premio BAFTA.
In campo televisivo, ha vinto il Golden Globe per la miglior attrice in una serie commedia o musicale per il suo ruolo nella serie televisiva Anything but Love nel 1990 e il Premio Emmy come miglior guest star in una serie commedia nel 2024 per The Bear. Nel 1998 le è stata assegnata al 6600 di Hollywood Boulevard una stella sulla Hollywood Walk of Fame per il suo contributo all'industria cinematografica. Nel 2021 le è stato consegnato il Leone d'oro alla carriera nell'ambito della 78ª Mostra internazionale d'arte cinematografica di Venezia.

## Biografia
È figlia d'arte, essendo nata dall’unione degli attori Tony Curtis e Janet Leigh ed è sorella dell'attrice Kelly Curtis; i suoi genitori hanno divorziato quando aveva quattro anni. È inoltre la madrina dell'attore Jake Gyllenhaal. 

### Carriera

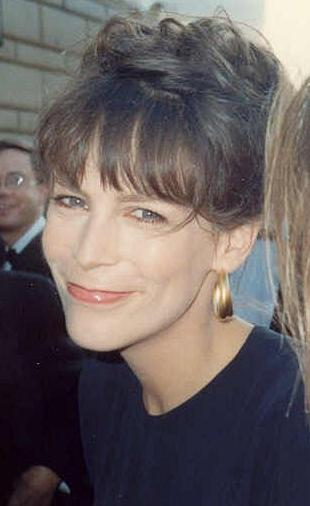
Jamie Lee Curtis ai Premi Emmy 1989

Ha esordito al cinema nel 1978 nel film horror cult Halloween - La notte delle streghe di John Carpenter, grazie al quale viene consacrata regina dell'urlo degli anni ottanta. Nel 1987 ha affiancato Claudia Cardinale nel film Un uomo innamorato. Ha poi dato prova di talento in commedie brillanti diventate classici, come Una poltrona per due di John Landis e Un pesce di nome Wanda di Charles Crichton. 
Fra gli altri titoli, si segnalano il ruolo della recluta poliziotta perseguitata da un maniaco omicida in Blue Steel - Bersaglio mortale di Kathryn Bigelow e la parte della moglie della falsa spia in Il sarto di Panama, in cui doveva fronteggiare le avance di Pierce Brosnan. Di grande spicco anche il ruolo della moglie di Arnold Schwarzenegger nel film d'azione True Lies, diretto da James Cameron, in cui, oltre a confermare le sue doti di attrice comica, si esibisce in uno spogliarello. Nel 2000, le fu chiesto di partecipare con un cameo a Scream 3, ma declinò l'offerta. Successivamente è tornata alle origini con Halloween - 20 anni dopo, in cui ha recitato a fianco della madre, e con Halloween - La resurrezione (2002) di Rick Rosenthal, ottavo film della fortunata serie horror.
Nel novembre 2004 aveva dichiarato in un'intervista a una rivista tedesca, di volersi ritirare dalle scene perché non voleva vedere il suo corpo invecchiare davanti alla macchina da presa. Il suo allontanamento dalle scene durò però fino al 2008, quando recitò nel film della Disney Beverly Hills Chihuahua. Nel 2010 è poi uscito il film Ancora tu! con Kristen Bell, Sigourney Weaver e Betty White. Nel film interpreta Gail, la mamma della protagonista. Nel 2011 presta la sua voce nel film d'animazione giapponese La collina dei papaveri.
Nel 2012 entra nel cast della serie televisiva NCIS - Unità anticrimine, con Mark Harmon, nel ruolo della dottoressa Samantha Ryan. L'attrice aveva già lavorato con Harmon nel 2004, nel film di successo Quel pazzo venerdì, che le valse una candidatura ai Golden Globe. La Curtis in passato aveva già lavorato per la televisione, nel 1977 in una puntata del telefilm Colombo con Peter Falk che segnò il suo vero debutto davanti alla telecamera. Tra il 1977 e 1978 invece fu protagonista della serie TV Operazione sottoveste, oltre a partecipare come guest star in diversi telefilm. Dal 1989 al 1992 ricopre il ruolo di Hanna Miller nella sitcom Anything but Love, grazie alla quale vince il suo primo Golden Globe come miglior attrice (nel 1990) e riceve un'altra candidatura nel 1992. 

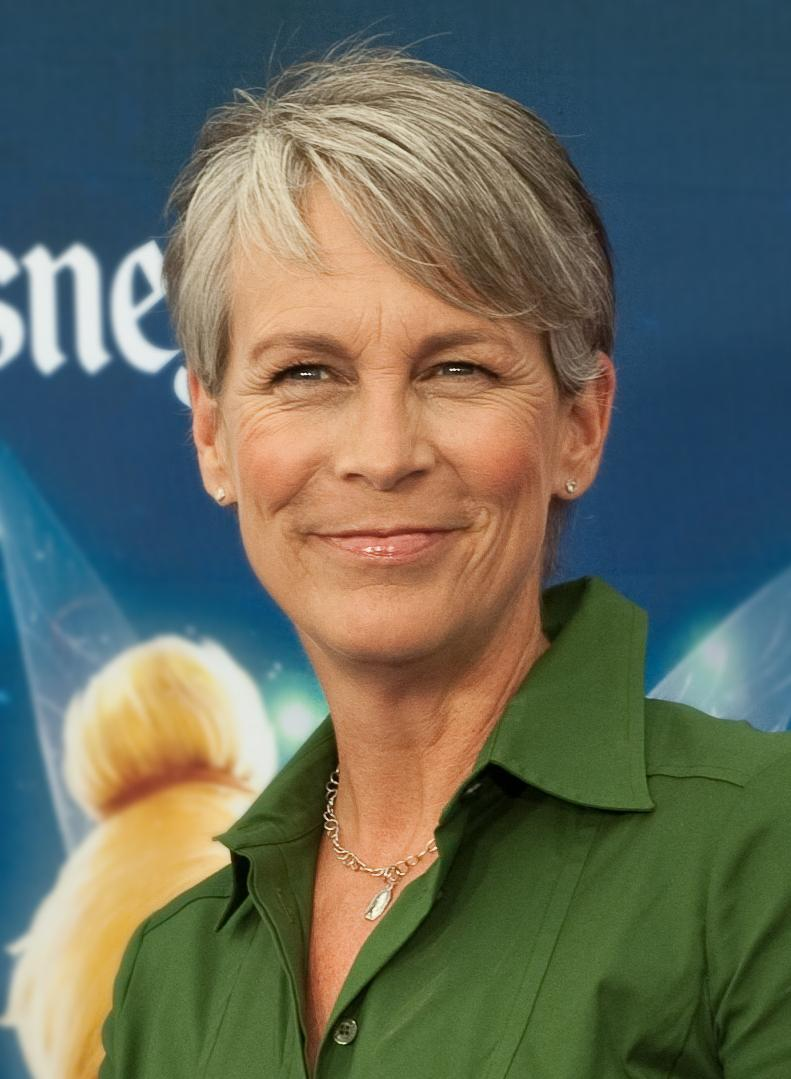
Jamie Lee Curtis nel 2010

Dal gennaio 2015 è entrata a far parte del cast di Scream Queens, nei panni del decano Cathy Munsh, co-protagonista assieme ad Emma Roberts.
A distanza di 16 anni, la Curtis reinterpreta nuovamente il ruolo di Laurie Strode in un reboot omonimo della saga horror Halloween, uscito il 25 ottobre 2018. Per tale ruolo Jamie Lee Curtis ha vinto il Premio Saturn Awards 2019 per la categoria "Miglior attrice in un film". L'anno seguente, ha interpretato Linda Drysdale nel film Cena con delitto - Knives Out, scritto e diretto da Rian Johnson. Nel settembre 2021, ha ricevuto il Leone d'oro alla carriera della 78ª Mostra internazionale d'arte cinematografica di Venezia. Successivamente, è ritornata ad interpretare Laurie Strode in Halloween Kills (2021) e Halloween Ends (2022).
Nel 2022, ha interpretato Deirdre Beaubeirdre nel film Everything Everywhere All at Once, diretto da Daniel Kwan e Daniel Scheinert. Grazie a questo ruolo ha vinto un premio Oscar e uno Screen Actors Guild Award, venendo inoltre candidata al Golden Globe, al Premio BAFTA, ai Critics' Choice Awards come migliore attrice non protagonista. Nello stesso anno entra nel cast del film La casa dei fantasmi (il reboot dell'adattamento cinematografico originale del 2003), diretto da Justin Simien, nei panni di Madame Leota, distribuito nelle sale nel 28 agosto 2023. Nel 2024 ha vinto il suo primo Premio Emmy per il ruolo di Donna Berzatto in The Bear.

## Vita privata
Precedentemente fidanzata con lo scenografo J. Michael Riva, è sposata dal 1984 con l'attore, regista e musicista Christopher Guest. Quest'ultimo ha ereditato dal padre il titolo di barone nel 1996, automaticamente trasmesso alla moglie, che ora è baronessa. La coppia ha due figlie adottive, Annie (1986) e Ruby (1996), quest'ultima ragazza transessuale.

## Filantropia
Curtis è un'attiva sostenitrice di ospedali per bambini. Dal 2008 è una figura di riferimento presso il Children's Los Angeles Hospital e ha anche sostenuto l'apertura di una nuova struttura per l'organizzazione nel 2011. È stata ospite d'onore dell'11º gala annuale e della raccolta fondi del 2003 programmata da Women In Recovery, un'organizzazione non-profit con sede in Venice, California per la riabilitazione delle donne in difficoltà. È coinvolta anche nella Children Affected by AIDS Foundation, come presentatrice dell'evento annuale Dream Halloween, lanciato in ottobre.

## Filmografia

### Attrice

#### Cinema
- Halloween - La notte delle streghe (Halloween), regia di John Carpenter (1978)
- Fog (The Fog), regia di John Carpenter (1980)
- Non entrate in quella casa (Prom Night), regia di Paul Lynch (1980)
- Terror Train, regia di Roger Spottiswoode (1980)
- Roadgames, regia di Richard Franklin (1981)
- Il signore della morte (Halloween II), regia di Rick Rosenthal (1981)
- Una poltrona per due (Trading Places), regia di John Landis (1983)
- Passione fatale, (Love Letters) regia di Amy Holden Jones (1983)
- Bulldozer (Grandview, U.S.A.), regia di Randal Kleiser (1984)
- Terrore in sala (Terror in the Aisles), regia di Andrew J. Kuehn (1984)
- Perfect, regia di James Bridges (1985)
- La protesta del silenzio (Amazin Grace and Chuck), regia di Mike Newell (1987)
- Un uomo innamorato (Un Homme Amoureux), regia di Diane Kurys (1987)
- Nick e Gino (Dominick and Eugene), regia di Robert M. Young (1988)
- Un pesce di nome Wanda (A Fish Called Wanda), regia di Charles Crichton (1988)
- Blue Steel - Bersaglio mortale (Blue Steel), regia di Kathryn Bigelow (1990)
- Sognando Manhattan (Queens Logic), regia di Steve Rash (1991)
- Papà, ho trovato un amico (My Girl), regia di Howard Zieff (1991)
- Amore per sempre (Forever Young), regia di Steve Miner (1992)
- Il mio primo bacio (My Girl 2), regia di Howard Zieff (1994)
- La notte della verità (Mother's Boys), regia di Yves Simoneau (1994)
- True Lies, regia di James Cameron (1994)
- Arresti familiari (House Arrest), regia di Harry Winer (1996)
- Creature selvagge (Fierce Creatures), regia di Fred Schepisi e Robert Young (1997)
- Homegrown - I piantasoldi (Homegrown), regia di Stephen Gyllenhaal (1998)
- Halloween - 20 anni dopo (Halloween H20: 20 Years Later), regia di Steve Miner (1998)
- Virus, regia di John Bruno (1999)
- Chi ha ucciso la signora Dearly? (Drowning Mona), regia di Nick Gomez (2000)
- Il sarto di Panama (The Tailor of Panama), regia di John Boorman (2001)
- Daddy & Them - Una famiglia di pecore nere (Daddy and Them), regia di Billy Bob Thornton (2001)
- Halloween - La resurrezione (Halloween: Resurrection), regia di Rick Rosenthal (2002)
- Quel pazzo venerdì (Freaky Friday), regia di Mark Waters (2003)
- Fuga dal Natale (Christmas with the Kranks), regia di Joe Roth (2004)
- The Kid & I, regia di Penelope Spheeris (2005) – cameo
- Beverly Hills Chihuahua, regia di Raja Gosnell (2008)
- Ancora tu! (You Again), regia di Andy Fickman (2010)
- Veronica Mars - Il film (Veronica Mars), regia di Rob Thomas (2014)
- Spare Parts, regia di Sean McNamara (2015)
- Halloween, regia di David Gordon Green (2018)
- An Acceptable Loss - Decisione estrema (An Acceptable Loss), regia di Joe Chappelle (2018)
- Cena con delitto - Knives Out (Knives Out), regia di Rian Johnson (2019)
- Halloween Kills, regia di David Gordon Green (2021)
- Senior Entourage, regia di Brian Connors (2021)
- Everything Everywhere All at Once, regia di Daniel Kwan e Daniel Scheinert (2022)
- Halloween Ends, regia di David Gordon Green (2022)
- La casa dei fantasmi (Haunted Mansion), regia di Justin Simien (2023)
- Borderlands, regia di Eli Roth (2024)
- The Last Showgirl, regia di Gia Coppola (2024)
- Quel pazzo venerdì, sempre più pazzo (Freakier Friday), regia di Nisha Ganatra (2025)

#### Televisione
- Colombo (Columbo) – serie TV, episodio 6x03 (1977)
- Quincy (Quincy, M.E.) – serie TV, episodio 2x04 (1977)
- Nel tunnel dei misteri con Nancy Drew e gli Hardy Boys (The Hardy Boys/Nancy Drew Mysteries) – serie TV, episodio 1x10 (1977)
- Operazione sottoveste (Operation Petticoat) – serie TV, 23 episodi (1977-1978)
- Charlie's Angels – serie TV, episodio 3x06 (1978)
- Love Boat (The Love Boat) – serie TV, 1 episodio (1978)
- Buck Rogers (Buck Rogers in the 25th Century) – serie TV, 1 episodio (1979)
- La donna del soldato (She's in the Army Now), regia di Hy Averback – film TV (1981)
- Death of a Centerfold: The Dorothy Stratten Story, regia di Gabrielle Beaumont – film TV (1981)
- Callahan, regia di Harry Winer – film TV (1982)
- Violazione del codice morale (Money on the Side), regia di Robert L. Collins – film TV (1982)
- Tall Tales & Legends – serie TV, episodio 1x09 (1985)
- Quando l'estate muore (As Summers Die), regia di Jean-Claude Tramont – film TV (1986)
- Anything but Love – serie TV, 56 episodi (1989-1992)
- Felicità: singolare femminile (The Heidi Chronicles), regia di Paul Bogart – film TV (1995)
- The Drew Carey Show – serie TV, episodio 1x18 (1996)
- Il dono di Nicholas (Nicholas' Gift), regia di Robert Markowitz – film TV (1998)
- NCIS - Unità anticrimine (NCIS) – serie TV, 9 episodi (2012)
- 8, regia di Rob Reiner – film TV (2012)
- New Girl – serie TV, 6 episodi (2012-2018)
- Only Human, regia di Gavin O'Connor – film TV (2014)
- Scream Queens – serie TV, 23 episodi (2015-2016)
- Reno 911! – serie TV, episodio 8x02 (2022)
- Arnold – miniserie TV, regia di Leslie Chilcott (2023)
- The Bear – serie TV, episodi 2x06-2x10-3x08 (2023-2024)
- Star Trek: Section 31, regia di Olatunde Osunsanmi – film TV (2025)

### Doppiatrice
- 1997: Fuga da New York (Escape from New York), regia di John Carpenter (1981)
- Halloween III - Il signore della notte (Halloween III: Season of the Witch), regia di Tommy Lee Wallace (1982) (ruolo non accreditato)
- Vicini di campagna (Pigs Next Door) – serie TV, episodio 1x01 (2000)
- La collina dei papaveri (Kokuriko-zaka kara), regia di Gorō Miyazaki (2011) - voce nella versione in lingua inglese
- The Little Engine That Could, regia di Elliot M. Bour (2011)
- Archer – serie animata, 2 episodi (2020)

### Produttrice
- Hondros, regia di Greg Campbell (2017)
- Halloween, regia di David Gordon Green (2018)
- Best Summer Ever, regia di Michael Parks Randa e Lauren Smitelli (2020)
- Halloween Kills, regia di David Gordon Green (2021)
- Halloween Ends, regia di David Gordon Green (2022)
- Quel pazzo venerdì, sempre più pazzo (Freakier Friday), regia di Nisha Ganatra (2025)

## Riconoscimenti
- Premio Oscar
  - 2023 – Miglior attrice non protagonista per Everything Everywhere All at Once

- Golden Globe
  - 1989 – Candidatura alla migliore attrice in un film commedia o musicale per Un pesce di nome Wanda
  - 1990 – Miglior attrice in una serie commedia o musicale per Anything but Love
  - 1992 – Candidatura alla migliore attrice in una serie commedia o musicale per Anything but Love
  - 1995 – Migliore attrice in un film commedia o musicale per True Lies
  - 1996 – Candidatura alla migliore attrice in una miniserie o film per la televisione per Felicità: singolare femminile
  - 2004 – Candidatura alla migliore attrice in un film commedia o musicale per Quel pazzo venerdì
  - 2016 – Candidatura alla migliore attrice in una serie commedia o musicale per Scream Queens
  - 2023 – candidata migliore attrice non protagonista in un film per Everything Everywhere All at Once

- BAFTA
  - 1984 – Migliore attrice non protagonista per Una poltrona per due
  - 1989 – Candidatura alla migliore attrice per Un pesce di nome Wanda
  - 2023 – Candidatura alla migliore attrice non protagonista per Everything Everywhere All at Once
  - 2025 – Candidatura alla migliore attrice non protagonista per The Last Showgirl

- Critics' Choice Awards
  - 2023 – Candidatura alla migliore attrice non protagonista per Everything Everywhere All at Once

- Grammy Award
  - 2003 – Candidatura al migliore album parlato per bambini per The Jamie Lee Curtis Audio Collection

- Mostra internazionale d'arte cinematografica di Venezia
  - 2021 – Leone d'oro alla carriera

- Premio Emmy
  - 1998 – Candidatura alla migliore attrice in una miniserie o film per la televisione per Il dono di Nicholas
  - 2024 – Miglior attrice guest[15] in una serie commedia per The Bear
  - 2025 - Candidatura alla miglior attrice guest[16] in una serie commedia per The Bear

- Satellite Award
  - 2004 – Candidatura alla migliore attrice in un film commedia o musicale per Quel pazzo venerdì
  - 2016 – Candidatura alla migliore attrice in una serie commedia o musicale per Scream Queens
  - 2023 – Candidatura alla migliore attrice non protagonista per Everything Everywhere All at Once

- Saturn Award
  - 1981 – Candidatura alla migliore attrice per Terror Train
  - 1995 – Migliore attrice per True Lies
  - 1999 – Candidatura alla migliore attrice per Halloween - 20 anni dopo
  - 2004 – Candidatura alla migliore attrice per Quel pazzo venerdì
  - 2019 – Migliore attrice per Halloween
  - 2021 – Candidatura alla migliore attrice non protagonista per Cena con delitto - Knives Out

- Screen Actors Guild Award
  - 1995 – Candidatura alla migliore attrice non protagonista in True Lies
  - 2023 – Migliore attrice non protagonista per Everything Everywhere All at Once
  - 2023 – Miglior cast cinematografico per Everything Everywhere All at Once
  - 2025 – Candidatura alla migliore attrice non protagonista per The Last Showgirl

## Doppiatrici italiane
Nelle versioni in italiano delle opere in cui ha recitato, Jamie Lee Curtis è stata doppiata da:
- Anna Rita Pasanisi in Bulldozer, Perfect, La protesta del silenzio, Un pesce di nome Wanda, Papà, ho trovato un amico, Il mio primo bacio, Creature selvagge, Homegrown - I piantasoldi, Halloween - 20 anni dopo, Virus, Il sarto di Panama, Daddy & Them - Una famiglia di pecore nere, Halloween - La resurrezione, Quel pazzo venerdì, NCIS - Unità anticrimine, Beverly Hills Chihuahua, Ancora tu!, New Girl, Scream Queens, Arnold, Borderlands, The Sticky - Il grande furto
- Roberta Greganti in True Lies, Veronica Mars - Il film, Halloween, An Acceptable Loss - Decisione estrema, Halloween Kills, Everything Everywhere All at Once, Halloween Ends, The Bear, La casa dei fantasmi, Quel pazzo venerdì, sempre più pazzo
- Simona Izzo in Una poltrona per due, Amore per sempre
- Angiola Baggi in Sognando Manhattan, Cena con delitto - Knives Out
- Rossella Izzo in Colombo, La notte della verità
- Emanuela Rossi in Charlie's Angels
- Fabrizia Castagnoli in Love Boat
- Micaela Pignatelli in Halloween - La notte delle streghe
- Serena Verdirosi in Fog
- Piera Vidale in Non entrate in quella casa
- Claudia Balboni in Terror Train
- Emanuela Pacotto in Roadgames
- Daniela Igliozzi ne Il signore della morte
- Eva Ricca in Un uomo innamorato
- Silvia Pepitoni in Blue Steel - Bersaglio mortale
- Roberta Paladini in Arresti familiari
- Anna Cesareni in Chi ha ucciso la signora Dearly?
- Cristiana Lionello in Fuga dal Natale
- Alessandra Korompay in The Last Showgirl

Da doppiatrice è sostituita da:
- Anna Rita Pasanisi in Archer